# Dechen (cráter)
Dechen es un pequeño cráter en forma de cuenco que se encuentra en la parte noroeste del Oceanus Procellarum, cerca de la extremidad noroeste de la Luna. El borde del cráter se proyecta ligeramente por encima del mare lunar circundante, y su interior es simétrico y casi sin rasgos distintivos. Se encuentra al noreste del cráter Harding, pero por lo demás está relativamente aislado.

## Cráteres satélite
Por convención, estos elementos son identificados en los mapas lunares poniendo la letra en el lado del punto medio del cráter que está más cerca de Dechen.
|        | \| Dechen \| Coordenadas \| Diámetro \| \| ------ \| ----------------------------- \| -------- \| \| A \| 46°00′N 65°42′O / 46.0, -65.7 \| 5 km \| \| B \| 44°12′N 64°18′O / 44.2, -64.3 \| 6 km \| \| C \| 45°54′N 69°54′O / 45.9, -69.9 \| 6 km \| \| D \| 46°12′N 60°30′O / 46.2, -60.5 \| 5 km \| |          |
| Dechen | Coordenadas | Diámetro |
| A      | 46°00′N 65°42′O / 46.0, -65.7 | 5 km     |
| B      | 44°12′N 64°18′O / 44.2, -64.3 | 6 km     |
| C      | 45°54′N 69°54′O / 45.9, -69.9 | 6 km     |
| D      | 46°12′N 60°30′O / 46.2, -60.5 | 5 km     |